# إنديوم (111إن) ألتوموماب بنتيتات
إنديوم (111إن) ألتوموماب بنتيتات هو جسم مضاد وحيد النسيلة يرتبط بجزيئة بنتيتات والتي تلعب دور عامل تمخلب للنظير المشع إنديوم-111. يستخدم هذا الدواء في الكشف عن سرطان القولون. ولكن لم تتم الموافقة على استخدامه.
اسمع التجاري هو: هايبري كيكر